# ناتسكي إيكيدا
ناتسكي إيكيدا (باليابانية: 池田夏希؛ بالكانا: いけだ なつき) هي تارينتو يابانية، ولدت في 24 يونيو 1987 في تشيبا في اليابان.